# Biegi narciarskie na Mistrzostwach Świata w Narciarstwie Klasycznym 1954
Zawody w biegach narciarskich na XIV Mistrzostwach Świata w Narciarstwie Klasycznym odbyły się w dniach 13 lutego – 21 lutego 1954 w szwedzkim Falun.
Po raz pierwszy do rywalizacji włączyły się kobiety.

## Terminarz
| Data           | Miejscowość | Konkurencja                                           | Złoto                                                                      | Srebro                                                                           | Brąz                                                                        |
| -------------- | ----------- | ----------------------------------------------------- | -------------------------------------------------------------------------- | -------------------------------------------------------------------------------- | --------------------------------------------------------------------------- |
| 16 lutego 1954 | Falun       | Bieg indywidualny mężczyzn na 15 km stylem klasycznym | Veikko Hakulinen                                                           | Arvo Viitanen                                                                    | August Kiuru                                                                |
| 18 lutego 1954 | Falun       | Bieg indywidualny mężczyzn na 30 km stylem klasycznym | Władimir Kuzin                                                             | Veikko Hakulinen                                                                 | Martti Lautala                                                              |
| 19 lutego 1954 | Falun       | Bieg indywidualny kobiet na 10 km stylem klasycznym   | Lubow Kozyriewa                                                            | Siiri Rantanen                                                                   | Mirja Hietamies                                                             |
| 20 lutego 1954 | Falun       | Bieg indywidualny mężczyzn na 50 km stylem klasycznym | Władimir Kuzin                                                             | Veikko Hakulinen                                                                 | Arvo Viitanen                                                               |
| 21 lutego 1954 | Falun       | Bieg sztafetowy mężczyzn stylem klasycznym            | Finlandia · August Kiuru · Tapio Mäkelä · Arvo Viitanen · Veikko Hakulinen | ZSRR · Nikołaj Kozłow · Fiodor Tierientjew · Aleksiej Kuzniecow · Władimir Kuzin | Szwecja · Sune Larsson · Sixten Jernberg · Arthur Olsson · Per-Erik Larsson |
| 21 lutego 1954 | Falun       | Bieg sztafetowy kobiet stylem klasycznym              | ZSRR · Lubow Kozyriewa · Margarita Maslennikowa · Walentina Cariowa        | Finlandia · Sirkka Polkunen · Mirja Hietamies · Siiri Rantanen                   | Szwecja · Anna-Lisa Eriksson · Märta Norberg · Sonja Edström                |

## Wyniki zawodów

### Mężczyźni

#### 15 km techniką klasyczną
- Data 16 lutego 1954

| Medal | Zawodnik           | Narodowość | Wynik |
| ----- | ------------------ | ---------- | ----- |
|       | Veikko Hakulinen   | Finlandia  | 55:26 |
|       | Arvo Viitanen      | Finlandia  | 55:37 |
|       | August Kiuru       | Finlandia  | 56:07 |
| 4     | Fiodor Tierientjew | ZSRR       | 56:16 |
| 5     | Tapio Mäkelä       | Finlandia  | 56:17 |
| 6     | Veikko Räsänen     | Finlandia  | 56:31 |
| 7     | Sixten Jernberg    | Szwecja    | 56:36 |
| 8     | Per-Erik Larsson   | Szwecja    | 57:08 |
| 9     | Enar Josefsson     | Szwecja    | 57:21 |
| 10    | Władimir Kuzin     | ZSRR       | 57:27 |

#### 30 km techniką klasyczną
- Data 18 lutego 1954

| Medal | Zawodnik           | Narodowość | Wynik   |
| ----- | ------------------ | ---------- | ------- |
|       | Władimir Kuzin     | ZSRR       | 1:50:25 |
|       | Veikko Hakulinen   | Finlandia  | 1:50:51 |
|       | Martti Lautala     | Finlandia  | 1:50:52 |
| 4     | Sixten Jernberg    | Szwecja    | 1:51:30 |
| 5     | Tauno Sipilä       | Finlandia  | 1:52:08 |
| 6     | Esko Tilli         | Finlandia  | 1:52:15 |
| 7     | Veini Kontinen     | Finlandia  | 1:52:52 |
| 8     | Arvo Viitanen      | Finlandia  | 1:52:57 |
| 9     | Fiodor Tierientjew | ZSRR       | 1:53:29 |
| 10    | Pawieł Kołczin     | ZSRR       | 1:53:52 |

#### 50 km techniką klasyczną
- Data 20 lutego 1954

| Medal | Zawodnik           | Narodowość | Wynik   |
| ----- | ------------------ | ---------- | ------- |
|       | Władimir Kuzin     | ZSRR       | 3:02:58 |
|       | Veikko Hakulinen   | Finlandia  | 3:03:06 |
|       | Arvo Viitanen      | Finlandia  | 3:06:40 |
| 4     | Martin Stokken     | Norwegia   | 3:06:49 |
| 5     | Edvin Landsem      | Norwegia   | 3:06:58 |
| 6     | Fiodor Tierientjew | ZSRR       | 3:07:10 |
| 7     | Martti Lautala     | Finlandia  | 3:07:17 |
| 8     | Veini Kontinen     | Finlandia  | 3:08:14 |
| 9     | Enar Josefsson     | Szwecja    | 3:09:12 |
| 10    | Kalevi Mononen     | Finlandia  | 3:09:37 |

#### Sztafeta 4×10km
- Data 21 lutego 1954

| Medal | Zawodnik                                                                    | Narodowość | Wynik   |
| ----- | --------------------------------------------------------------------------- | ---------- | ------- |
|       | August Kiuru Tapio Mäkelä Arvo Viitanen Veikko Hakulinen                    | Finlandia  | 2:16:47 |
|       | Nikołaj Kozłow Fiodor Tierientjew Aleksiej Kuzniecow Władimir Kuzin         | ZSRR       | 2:18:57 |
|       | Sune Larsson Sixten Jernberg Arthur Olsson Per-Erik Larsson                 | Szwecja    | 2:18:59 |
| 4     | Håkon Brusveen Odd Lykkja Martin Stokken Hallgeir Brenden                   | Norwegia   | 2:21:10 |
| 5     | Valentino Chioccetti Arrigo Delladio Federico de Florian Ottavio Compagnoni | Włochy     | 2:23:24 |
| 6     | René Mandrillon Gilbert Mercier Jean Mermet Bénoît Carrara                  | Francja    | 2:24:06 |

### Kobiety

#### 10 km techniką klasyczną
- Data 19 lutego 1954

| Medal | Zawodnik               | Narodowość | Wynik |
| ----- | ---------------------- | ---------- | ----- |
|       | Lubow Kozyriewa        | ZSRR       | 40:14 |
|       | Siiri Rantanen         | Finlandia  | 40:30 |
|       | Mirja Hietamies        | Finlandia  | 40:46 |
| 4     | Margarita Maslennikowa | ZSRR       | 40:54 |
| 5     | Alewtina Leontiewa     | ZSRR       | 41:06 |
| 6     | Sirkka Polkunen        | Finlandia  | 41:07 |
| 7     | Sonja Edström          | Finlandia  | 41:17 |
| 8     | Sofija Suszina         | ZSRR       | 41:18 |
| 9     | Lilija Katkowa         | ZSRR       | 41:20 |
| 10    | Marie Hahl             | Finlandia  | 41:30 |

#### Sztafeta 3×5km
- Data 21 lutego 1954

| Medal | Zawodnik                                                 | Narodowość     | Wynik   |
| ----- | -------------------------------------------------------- | -------------- | ------- |
|       | Lubow Kozyriewa Margarita Maslennikowa Walentina Cariowa | ZSRR           | 1:05:54 |
|       | Sirkka Polkunen Mirja Hietamies Siiri Rantanen           | Finlandia      | 1:06:19 |
|       | Anna-Lisa Eriksson Märta Norberg Sonja Edström           | Szwecja        | 1:08:32 |
| 4     | Kjellfrid Gutubakken Marit Øiseth Rakel Wahl             | Norwegia       | 1:09:06 |
| 5     | Olga Krasilová Marie Bartaková Eva Vasilková             | Czechosłowacja | 1:10:28 |
| 6     | Erminia Mus Anita Parmesani Ildegarda Taffra             | Włochy         | 1:15:14 |

## Klasyfikacja medalowa dla konkurencji biegowych MŚ
| #  | Reprezentacja | Złoto | Srebro | Brąz | Razem |
| -- | ------------- | ----- | ------ | ---- | ----- |
| 1. | ZSRR          | 4     | 1      | 0    | 5     |
| 2. | Finlandia     | 2     | 5      | 4    | 11    |
| 3. | Szwecja       | 0     | 0      | 2    | 2     |